# Reprezentacja Chin w piłce nożnej plażowej mężczyzn
Reprezentacja Chin w piłce nożnej plażowej mężczyzn – zespół piłkarski, reprezentujący Chińską Republikę Ludową w meczach i sportowych imprezach międzynarodowych, powoływany przez selekcjonera.

## Występy

### Mistrzostwa świata
| Rok             | Runda                   | Poz                     | M                       | Z                       | Z pd./rz.k.             | P                       | G+                      | G-                      | +/-                     |
| --------------- | ----------------------- | ----------------------- | ----------------------- | ----------------------- | ----------------------- | ----------------------- | ----------------------- | ----------------------- | ----------------------- |
| Brazylia 1995   | Nie brała udziału       | Nie brała udziału       | Nie brała udziału       | Nie brała udziału       | Nie brała udziału       | Nie brała udziału       | Nie brała udziału       | Nie brała udziału       | Nie brała udziału       |
| Brazylia 1996   | Nie brała udziału       | Nie brała udziału       | Nie brała udziału       | Nie brała udziału       | Nie brała udziału       | Nie brała udziału       | Nie brała udziału       | Nie brała udziału       | Nie brała udziału       |
| Brazylia 1997   | Nie brała udziału       | Nie brała udziału       | Nie brała udziału       | Nie brała udziału       | Nie brała udziału       | Nie brała udziału       | Nie brała udziału       | Nie brała udziału       | Nie brała udziału       |
| Brazylia 1998   | Nie brała udziału       | Nie brała udziału       | Nie brała udziału       | Nie brała udziału       | Nie brała udziału       | Nie brała udziału       | Nie brała udziału       | Nie brała udziału       | Nie brała udziału       |
| Brazylia 1999   | Nie brała udziału       | Nie brała udziału       | Nie brała udziału       | Nie brała udziału       | Nie brała udziału       | Nie brała udziału       | Nie brała udziału       | Nie brała udziału       | Nie brała udziału       |
| Brazylia 2000   | Nie brała udziału       | Nie brała udziału       | Nie brała udziału       | Nie brała udziału       | Nie brała udziału       | Nie brała udziału       | Nie brała udziału       | Nie brała udziału       | Nie brała udziału       |
| Brazylia 2001   | Nie brała udziału       | Nie brała udziału       | Nie brała udziału       | Nie brała udziału       | Nie brała udziału       | Nie brała udziału       | Nie brała udziału       | Nie brała udziału       | Nie brała udziału       |
| Brazylia 2002   | Nie brała udziału       | Nie brała udziału       | Nie brała udziału       | Nie brała udziału       | Nie brała udziału       | Nie brała udziału       | Nie brała udziału       | Nie brała udziału       | Nie brała udziału       |
| Brazylia 2003   | Nie brała udziału       | Nie brała udziału       | Nie brała udziału       | Nie brała udziału       | Nie brała udziału       | Nie brała udziału       | Nie brała udziału       | Nie brała udziału       | Nie brała udziału       |
| Brazylia 2004   | Nie brała udziału       | Nie brała udziału       | Nie brała udziału       | Nie brała udziału       | Nie brała udziału       | Nie brała udziału       | Nie brała udziału       | Nie brała udziału       | Nie brała udziału       |
| Brazylia 2005   | Nie brała udziału       | Nie brała udziału       | Nie brała udziału       | Nie brała udziału       | Nie brała udziału       | Nie brała udziału       | Nie brała udziału       | Nie brała udziału       | Nie brała udziału       |
| Brazylia 2006   | Nie zakwalifikowała się | Nie zakwalifikowała się | Nie zakwalifikowała się | Nie zakwalifikowała się | Nie zakwalifikowała się | Nie zakwalifikowała się | Nie zakwalifikowała się | Nie zakwalifikowała się | Nie zakwalifikowała się |
| Brazylia 2007   | Nie zakwalifikowała się | Nie zakwalifikowała się | Nie zakwalifikowała się | Nie zakwalifikowała się | Nie zakwalifikowała się | Nie zakwalifikowała się | Nie zakwalifikowała się | Nie zakwalifikowała się | Nie zakwalifikowała się |
| Francja 2008    | Nie zakwalifikowała się | Nie zakwalifikowała się | Nie zakwalifikowała się | Nie zakwalifikowała się | Nie zakwalifikowała się | Nie zakwalifikowała się | Nie zakwalifikowała się | Nie zakwalifikowała się | Nie zakwalifikowała się |
| ZEA 2009        | Nie zakwalifikowała się | Nie zakwalifikowała się | Nie zakwalifikowała się | Nie zakwalifikowała się | Nie zakwalifikowała się | Nie zakwalifikowała się | Nie zakwalifikowała się | Nie zakwalifikowała się | Nie zakwalifikowała się |
| Włochy 2011     | Nie zakwalifikowała się | Nie zakwalifikowała się | Nie zakwalifikowała się | Nie zakwalifikowała się | Nie zakwalifikowała się | Nie zakwalifikowała się | Nie zakwalifikowała się | Nie zakwalifikowała się | Nie zakwalifikowała się |
| Tahiti 2013     | Nie zakwalifikowała się | Nie zakwalifikowała się | Nie zakwalifikowała się | Nie zakwalifikowała się | Nie zakwalifikowała się | Nie zakwalifikowała się | Nie zakwalifikowała się | Nie zakwalifikowała się | Nie zakwalifikowała się |
| Portugalia 2015 | Nie zakwalifikowała się | Nie zakwalifikowała się | Nie zakwalifikowała się | Nie zakwalifikowała się | Nie zakwalifikowała się | Nie zakwalifikowała się | Nie zakwalifikowała się | Nie zakwalifikowała się | Nie zakwalifikowała się |
| Bahamy 2017     | Nie zakwalifikowała się | Nie zakwalifikowała się | Nie zakwalifikowała się | Nie zakwalifikowała się | Nie zakwalifikowała się | Nie zakwalifikowała się | Nie zakwalifikowała się | Nie zakwalifikowała się | Nie zakwalifikowała się |
| Paragwaj 2019   | Nie zakwalifikowała się | Nie zakwalifikowała się | Nie zakwalifikowała się | Nie zakwalifikowała się | Nie zakwalifikowała się | Nie zakwalifikowała się | Nie zakwalifikowała się | Nie zakwalifikowała się | Nie zakwalifikowała się |
| Rosja 2021      | Nie zakwalifikowała się | Nie zakwalifikowała się | Nie zakwalifikowała się | Nie zakwalifikowała się | Nie zakwalifikowała się | Nie zakwalifikowała się | Nie zakwalifikowała się | Nie zakwalifikowała się | Nie zakwalifikowała się |

### Mistrzostwa Azji w piłce nożnej plażowej
| Występy na Mistrzostwach Azji w piłce nożnej plażowej | Występy na Mistrzostwach Azji w piłce nożnej plażowej | Występy na Mistrzostwach Azji w piłce nożnej plażowej | Występy na Mistrzostwach Azji w piłce nożnej plażowej | Występy na Mistrzostwach Azji w piłce nożnej plażowej | Występy na Mistrzostwach Azji w piłce nożnej plażowej | Występy na Mistrzostwach Azji w piłce nożnej plażowej | Występy na Mistrzostwach Azji w piłce nożnej plażowej | Występy na Mistrzostwach Azji w piłce nożnej plażowej | Występy na Mistrzostwach Azji w piłce nożnej plażowej | Występy na Mistrzostwach Azji w piłce nożnej plażowej |
| Rok                                                   | Runda                                                 | Pozycja                                               | W                                                     | WE                                                    | WP                                                    | P                                                     | G+                                                    | G-                                                    | Bilans                                                | Punkty                                                |
| ----------------------------------------------------- | ----------------------------------------------------- | ----------------------------------------------------- | ----------------------------------------------------- | ----------------------------------------------------- | ----------------------------------------------------- | ----------------------------------------------------- | ----------------------------------------------------- | ----------------------------------------------------- | ----------------------------------------------------- | ----------------------------------------------------- |
| 2006                                                  | 4. miejsce                                            | 4                                                     | 1                                                     | 0                                                     | 0                                                     | 3                                                     | 10                                                    | 16                                                    | -6                                                    | 3                                                     |
| 2007                                                  | 5. miejsce                                            | 2                                                     | 0                                                     | 0                                                     | 1                                                     | 1                                                     | 6                                                     | 7                                                     | -1                                                    | 1                                                     |
| 2008                                                  | 4. miejsce                                            | 4                                                     | 1                                                     | 0                                                     | 0                                                     | 3                                                     | 6                                                     | 19                                                    | -13                                                   | 3                                                     |
| 2009                                                  | 7. miejsce                                            | 3                                                     | 0                                                     | 0                                                     | 0                                                     | 3                                                     | 4                                                     | 14                                                    | -10                                                   | 0                                                     |
| 2011                                                  | 5. miejsce                                            | 4                                                     | 2                                                     | 0                                                     | 0                                                     | 2                                                     | 10                                                    | 9                                                     | +1                                                    | 6                                                     |
| 2013                                                  | 7. miejsce                                            | 5                                                     | 3                                                     | 0                                                     | 0                                                     | 2                                                     | 33                                                    | 18                                                    | +15                                                   | 9                                                     |
| 2015                                                  | 6. miejsce                                            | 6                                                     | 2                                                     | 0                                                     | 1                                                     | 3                                                     | 16                                                    | 28                                                    | -12                                                   | 7                                                     |
| 2017                                                  | 12. miejsce                                           | 4                                                     | 0                                                     | 0                                                     | 0                                                     | 4                                                     | 3                                                     | 24                                                    | -21                                                   | 0                                                     |
| 2019                                                  | 9. miejsce                                            | 3                                                     | 1                                                     | 0                                                     | 0                                                     | 2                                                     | 14                                                    | 14                                                    | 0                                                     | 3                                                     |
| Łącznie                                               | 10/10                                                 | 34                                                    | 10                                                    | 0                                                     | 2                                                     | 23                                                    | 102                                                   | 149                                                   | -47                                                   | 32                                                    |